# Roy Blunt
Pour les articles homonymes, voir Blunt.
Roy Blunt, né le 10 janvier 1950 à Niangua (Missouri), est un homme politique américain, membre du Parti républicain et sénateur du Missouri au Congrès des États-Unis de 2011 à 2023. Il est auparavant secrétaire d'État du Missouri de 1985 à 1993, puis élu du 7e district congressionnel de l'État à la Chambre des représentants des États-Unis de 1997 à 2011.

## Biographie

### Origines
Roy Blunt est le fils de Neva Dora née Letterman et de Leroy Blunt. Son père, fermier et homme politique, est législateur à la Chambre des représentants du Missouri de 1979 à 1987.
En 1967, âgé de 17 ans, il se marie avec Roseann Ray. Il a trois enfants : Matt Blunt, gouverneur du Missouri de 2005 à 2009, Amy Blunt, avocate à Kansas City (Missouri) et Andy Blunt, avocat à Jefferson City (Missouri).
Après 31 ans de mariage, le couple divorce. Roy Blunt épouse Abigail Perlman le 18 octobre 2003. En 2006, le couple adopte un bébé originaire de Russie âgé de 18 mois qu'ils nomment Alexander Charles dit Charlie Blunt. Roy Blunt a également cinq petits-enfants.
Roy Blunt est diplômé d'un Bachelor of Arts de l'université baptiste du sud-ouest en 1970 en histoire, puis de l'université d'État du sud-ouest du Missouri, en 1972 en histoire, en deuxième cycle universitaire. En parallèle de ses deux dernières années d'études, il est professeur d'histoire en lycée, à la Marshfield High School. Par la suite, il retourne à l'université baptiste du sud-ouest comme professeur d'histoire. Il est président de l'université de 1993 à 1996.

### Carrière politique
Blunt commence sa carrière politique en 1973 quand il est nommé greffier dans le comté de Greene, dans le sud-ouest du Missouri. Il est par la suite élu trois fois à la fonction. Républicain, il est candidat malheureux au poste de lieutenant-gouverneur du Missouri en 1980.
En 1984, il est élu secrétaire d'État du Missouri et devient le premier républicain à ce poste en 50 ans. En 1992, il tente sans succès de se faire élire gouverneur et est battu dès les primaires par le procureur général d'État William L. Webster.

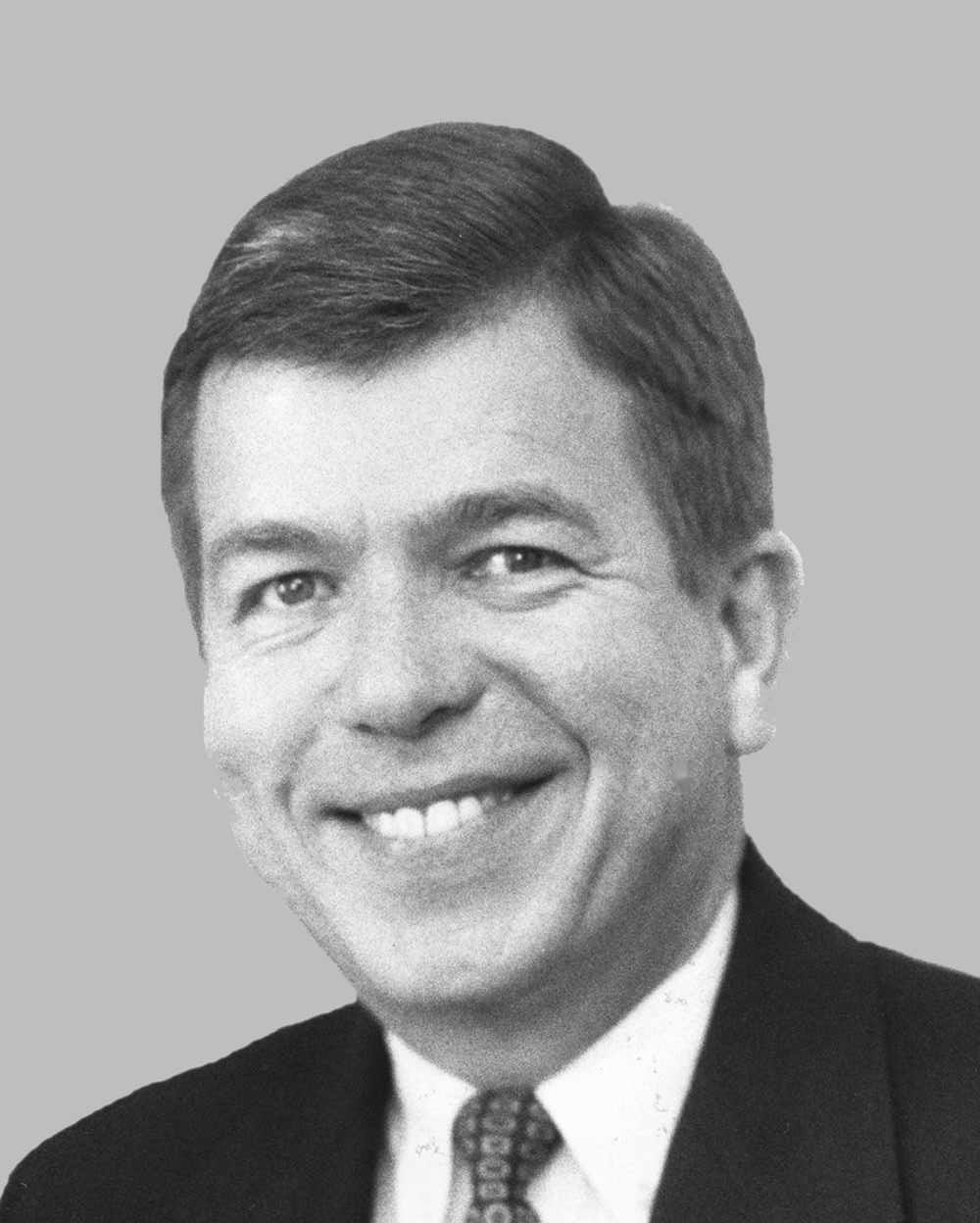
Portrait de Roy Blunt à la Chambre des représentants en 1997.

Lors des élections de 1996, il est élu à la Chambre des représentants des États-Unis, où il représente les villes de Springfield et Joplin situées dans les monts Ozarks. À la Chambre des représentants, il entre à la commission des relations internationales, à celle de l'agriculture et à celle des transports, puis à celle sur l'énergie et le commerce.
Il devient ensuite rapidement assistant du vice-président du groupe parlementaire puis lui-même vice-président du groupe parlementaire au côté de Tom DeLay en 2003.

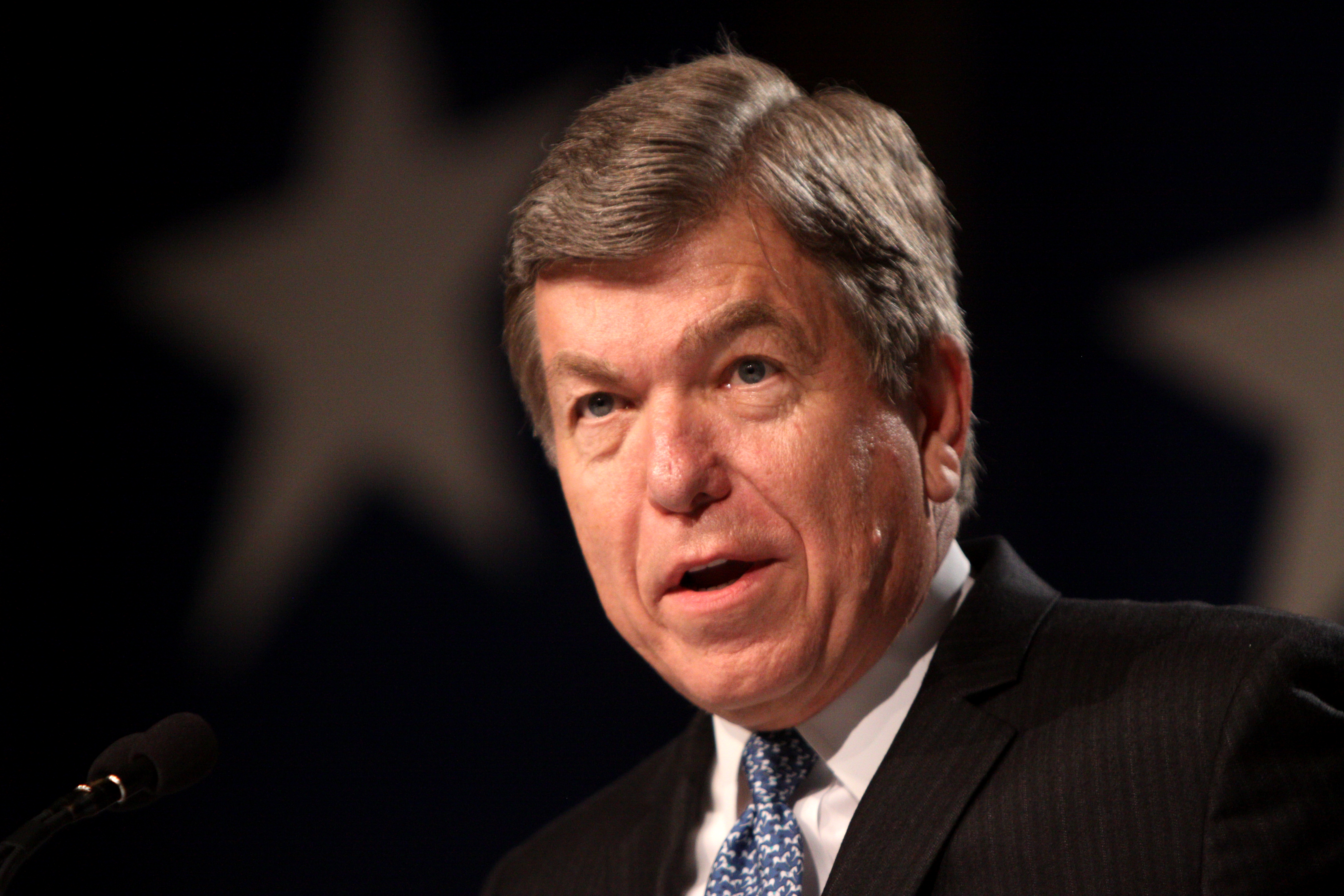
Blunt s'exprimant à Washington, D.C. en 2011.

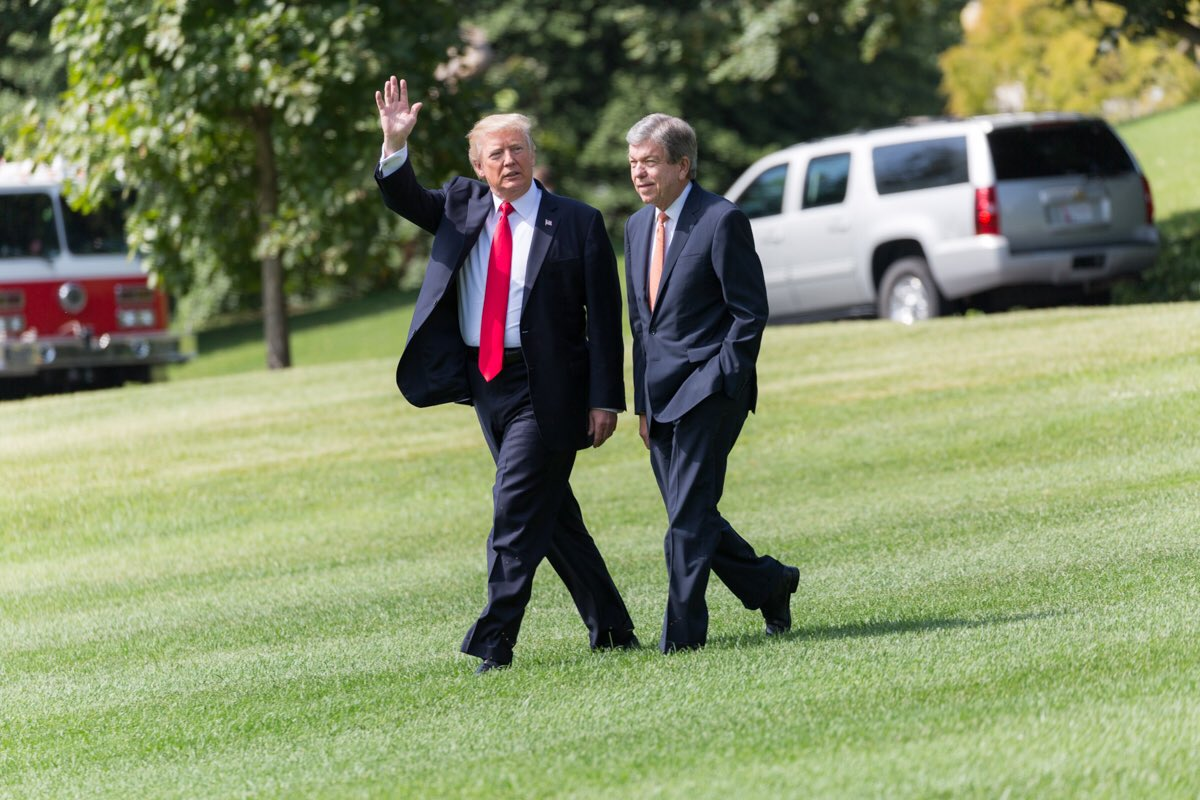
Roy Blunt accompagnant le président Donald Trump devant la Maison-Blanche, en août 2017.

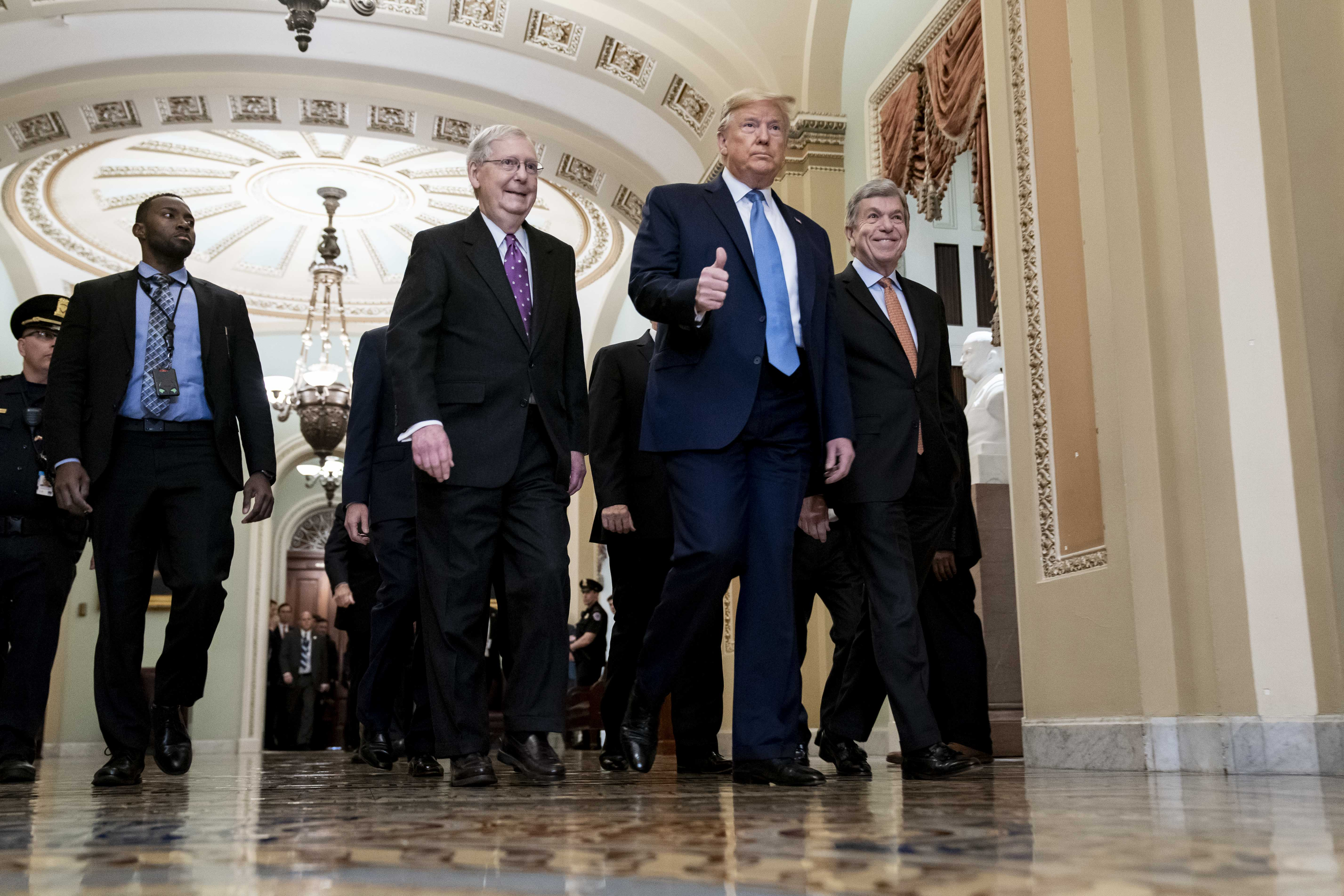
Mitch McConnell, Donald Trump et Roy Blunt au Capitole des États-Unis en mars 2020.

Du 29 septembre 2005 au 2 février 2006, il assure l'intérim de la présidence du groupe parlementaire. En janvier 2006, il est candidat pour exercer la fonction de plein droit. Il est cependant battu par John Boehner par 13 voix d'écart. Il redevient alors vice-président du groupe républicain à la Chambre des représentants.
Le 19 février 2009, Blunt annonce qu'il est candidat au Sénat des États-Unis lors des élections sénatoriales de 2010, après que Kit Bond décide de ne pas solliciter un nouveau mandat de sénateur. Le 2 novembre 2010, il est élu avec 54,2 % des voix contre 40,6 % à la candidate Robin Carnahan, présentée par le Parti démocrate.
Réélu sénateur lors des élections de 2016 avec 49,2 % des voix face au secrétaire d'État et candidat démocrate Jason Kander, Roy Blunt annonce en mars 2021 qu'il ne concourra pas à un troisième mandat en 2022.
En 2021, il est nommé officier honoraire de l'ordre d'Australie pour son travail à la relation bilatérale entre des États-Unis et l'Australie.

## Positions politiques
Roy Blunt est conservateur. Il est pro-vie (hostile à l'avortement), pour le renvoi de la question aux États plutôt que son traitement au niveau fédéral. Initialement favorable à un amendement à la Constitution des États-Unis pour interdire le mariage homosexuel et hostile à l'adoption d'enfants par les couples homosexuels, il revient sur sa position après l'arrêt Obergefell v. Hodges de la Cour suprême des États-Unis en 2015, légalisant le mariage homosexuel au niveau fédéral, affirmant qu'il ne soutiendrait pas un éventuel nouvel amendement au Congrès. En 2022, il indique soutenir le mariage homosexuel.
Proche de la National Rifle Association (NRA), il vote contre les lois permettant de poursuivre en justice les fabricants d'armes à feu quand lesdites armes avaient servi pour commettre des crimes, mais en faveur de nouvelles régulations au niveau fédéral après la fusillade d'Uvalde en 2022.
Sur les questions économiques, il vote pour restreindre les protections légales de la loi sur les banqueroutes, est opposé à l'augmentation du salaire minimum et présente en 2013 un projet de loi visant à supprimer l'impôt sur les successions,.
Il s'est engagé pour le retrait des États-Unis de l'accord de Paris sur le climat, effectif sous la présidence de Donald Trump. Lui-même a reçu des fonds des industries du pétrole, du gaz et du charbon pour financer ses campagnes électorales.